# لیندن صلاحی
لیندن صلاحی (انگلیسی: Lindon Selahi؛ زادهٔ ۲۶ فوریهٔ ۱۹۹۹) بازیکن فوتبال اهل آلبانی است.
از باشگاه‌هایی که در آن بازی کرده‌است می‌توان به باشگاه فوتبال استاندارد لیژ اشاره کرد.
وی همچنین در تیم‌های ملی فوتبال زیر ۱۷ سال بلژیک، زیر ۲۱ سال آلبانی و آلبانی بازی کرده‌است.